# Адріяна Николова
Адріяна Николова (болг. Адриана Костадинова Николова; нар. 9 листопада 1988, Стара Загора) — болгарська шахістка і шахова суддя, гросмейстер серед жінок від 2011 року.

## Шахова кар'єра
У 1996—2008 роках кілька разів представляла Болгарію на чемпіонатах світу та Європи серед дівчат у різних вікових категоріях (найкращий результат: Мурек 1998, ЧЄ до 10 років — поділила 2-6-те місце). 2006 року перемогла на відкритому чемпіонаті країни серед жінок, який відбувся у Враці. У 2007 році поділила 3-4-те місце (позаду Момчила Николова і Пламена Младенова) на чемпіонаті Болгарії серед студентів. 2009 року дві гросмейстерські норми серед жінок, на турнірах за швейцарською системою, які відбулися в Кутро і Амантеа, а третю — 2010 року в Аугсбурзі. Також у 2010 році поділила 1-ше місце (разом з Сопіо Гветадзе і Азером Мірзоєвим) у Коньї.
У 2009 і 2011 роках у складі національної збірної взяла участь у командних чемпіонатах Європи, а у 2010 і 2012 роках — у шахових олімпіадах. Тричі здобувала медалі на чемпіонаті Болгарії: золоту (2011), срібну (2010) та бронзову (2014).
Найвищий рейтинг Ело в кар'єрі мала станом на 1 листопада 2009 року, досягнувши 2389 очок займала тоді 80-те місце у світовому рейтинг-листі ФІДЕ, одночасно займаючи 2-ге місце (позаду Антоанети Стефанової) серед болгарських шахісток.

## Зміни рейтингу
| На цьому місці має відображатися графік чи діаграма, однак з технічних причин його відображення наразі вимкнено. Будь ласка, не видаляйте код, який викликає це повідомлення. Розробники вже працюють для того, щоби відновити штатне функціонування цього графіка або діаграми. | |
| | На цьому місці має відображатися графік чи діаграма, однак з технічних причин його відображення наразі вимкнено. Будь ласка, не видаляйте код, який викликає це повідомлення. Розробники вже працюють для того, щоби відновити штатне функціонування цього графіка або діаграми. |